# Progressive Conservative Party of Saskatchewan
Die Progressive Conservative Party of Saskatchewan (frz. Parti progressiste-conservateur de la Saskatchewan) ist eine konservative politische Partei in der kanadischen Provinz Saskatchewan. Vor 1942 hieß sie Conservative Party of Saskatchewan, ihre Mitglieder werden als Tories bezeichnet. Die Partei stellte zweimal den Premierminister der Provinz, zuletzt von 1982 bis 1991, sank aber Mitte der 1990er Jahre zu einer unbedeutenden Splitterpartei herab und ist seither nicht mehr in der Legislativversammlung von Saskatchewan vertreten.

## Geschichte
Die Partei entstand 1912 aus der von Frederick Haultain angeführten Provincial Rights Party heraus. Das beste Wahlergebnis in der ersten Hälfte des 20. Jahrhunderts erreichten die Konservativen im Jahr 1929, als sie 24 von 63 Sitzen der Legislativversammlung gewannen und auf einen Wähleranteil von 36,44 % kamen. Zwar hatten sie weniger Sitze als die Liberalen, doch bildeten sie mit den Progressiven und Unabhängigen eine Koalitionsregierung. Der konservative Parteivorsitzende James Thomas Milton Anderson wurde Premierminister.
Die Tories standen unter Verdacht, eng mit dem Ku-Klux-Klan zusammenzuarbeiten und hetzten gegen Einwanderer, Katholiken und Frankokanadier. Sie verboten die Verwendung von Französisch als Schulsprache und das Zeigen religiöser Symbole. Ihre Unfähigkeit, die Folgen der Weltwirtschaftskrise und des Dust Bowl zu bewältigen, führte 1934 zur Abwahl sämtlicher Abgeordneter. Danach blieben die Tories vier Jahrzehnte lang aus dem Provinzparlament ausgeschlossen. Einer der glücklosen Parteivorsitzenden dieser Ära war John Diefenbaker, der spätere Premierminister Kanadas.
Nennenswerte Wahlerfolge konnten die Tories erst wieder in den 1970er Jahren feiern. 1978 stiegen sie zur zweitstärksten Kraft auf und 1982 führte Grant Devine die Partei zu einem überwältigenden Wahlsieg. Sie gewann 55 von 62 Sitzen und kam auf einen Wähleranteil von 54,07 %. Auch vier Jahre später eroberte sie die absolute Mehrheit der Sitze. Hohe Staatsschulden und der unpopuläre Abbau von Dienstleistungen führten jedoch 1991 zu einer Niederlage. In den darauf folgenden Jahren wurden zwölf Abgeordnete wegen Korruption angeklagt und sechs von ihnen verurteilt, da sie in betrügerischer Absicht Spendengelder an eine Scheinfirma abgezweigt hatten.
Der Skandal zerstörte das Image der Partei, die bei den Wahlen 1995 auf nur noch fünf Sitze kam. Die meisten Mitglieder traten 1997 zur neu gegründeten Saskatchewan Party über. Dies führte dazu, dass die Progressiv-Konservativen in die völlige Bedeutungslosigkeit absanken. Die Partei verfügt weiterhin über beträchtliche Vermögenswerte, die aber bei einer Auflösung an die Provinzregierung zurückfallen würden. Um dies zu verhindern, stellt sie weiterhin pro forma Kandidaten auf, die keinerlei Wahlchancen haben.

## Wahlergebnisse
Ergebnisse bei den Wahlen zur Legislativversammlung:
| Wahl | Sitze total | Kandi- daten | Gew. Sitze | Stimmen | Anteil  |
| ---- | ----------- | ------------ | ---------- | ------- | ------- |
| 1912 | 53          | 53           | 8          | 36.848  | 41,98 % |
| 1917 | 59          | 53           | 7          | 68.243  | 36,30 % |
| 1921 | 63          | 4            | 2          | 7.133   | 3,94 %  |
| 1925 | 63          | 18           | 3          | 45.515  | 18,35 % |
| 1929 | 63          | 40           | 24         | 131.550 | 36,44 % |
| 1934 | 55          | 52           | 0          | 114.923 | 26,75 % |
| 1938 | 52          | 24           | 0          | 52.315  | 11,87 % |
| 1944 | 52          | 39           | 0          | 42.511  | 10,69 % |
| 1948 | 52          | 9            | 0          | 37.986  | 7,63 %  |
| 1952 | 53          | 8            | 0          | 10.648  | 1,97 %  |
| 1956 | 53          | 9            | 0          | 10.921  | 1,98 %  |
| 1960 | 54          | 55           | 0          | 94.737  | 13,95 % |
| 1964 | 59          | 42           | 1          | 126.028 | 18,90 % |

| Wahl | Sitze total | Kandi- daten | Gew. Sitze | Stimmen | Anteil  |
| ---- | ----------- | ------------ | ---------- | ------- | ------- |
| 1967 | 59          | 41           | 0          | 41.583  | 9,78 %  |
| 1971 | 60          | 16           | 0          | 9.659   | 2,13 %  |
| 1975 | 61          | 61           | 7          | 124.573 | 27,62 % |
| 1978 | 61          | 61           | 17         | 181.045 | 38,08 % |
| 1982 | 64          | 64           | 55         | 289.311 | 54,07 % |
| 1986 | 64          | 64           | 38         | 244.382 | 44,61 % |
| 1991 | 66          | 66           | 10         | 137.994 | 25,54 % |
| 1995 | 58          | 58           | 5          | 73.269  | 17,92 % |
| 1999 | 57          | 14           | 0          | 1.609   | 0,40 %  |
| 2003 | 58          | 11           | 0          | 681     | 0,16 %  |
| 2007 | 58          | 5            | 0          | 832     | 0,18 %  |
| 2011 | 58          | 5            | 0          | 1.298   | 0,33 %  |
| 2016 | 61          | 18           | 0          | 5.571   | 1,29 %  |
| 2020 | 61          | 31           | 0          | 8.404   | 1,90 %  |

## Parteivorsitzende
| Name                         | Vorsitz   | Premier   |
| ---------------------------- | --------- | --------- |
| Wellington Willoughby        | 1912–1917 |           |
| Donald Maclean               | 1917–1921 |           |
| James Thomas Milton Anderson | 1924–1936 | 1929–1934 |
| John Diefenbaker             | 1936–1940 |           |
| H. E. Keown                  | 1940–1944 |           |
| Rupert Ramsay                | 1944–1949 |           |
| Alvin Hamilton               | 1949–1957 |           |
| Martin Pederson              | 1958–1968 |           |
| Edward Nasserden             | 1970–1973 |           |
| Dick Collver                 | 1973–1979 |           |
| Grant Devine                 | 1979–1992 | 1982–1991 |
| Richard Swenson              | 1992–1994 |           |
| Bill Boyd                    | 1994–1997 |           |
| Iris Dennis                  | 1997–2006 |           |
| Richard Swenson              | 2006–2018 |           |
| Ken Grey                     | 2018–2021 |           |
| Rose Buscholl                | seit 2022 |           |